# Louis de Sainte Thérèse Martini
Louis de Sainte Thérèse Martini OCD, auch Loudovico of St. Teresa Martini, (* 1. März 1809 in Pescaglia; † 12. Juli 1883) war ein italienischer Geistlicher.
Martini legte am 15. Mai 1828 die Profess ab und wurde für den Orden am 29. September 1832 zum Priester geweiht.
Papst Gregor XVI. ernannte ihn am 7. Juni 1839 zum Titularbischof von Europus und Koadjutor-Apostolischen Vikar von Verapoly. Francesco Saverio di Sant’Anna Pescetto OCD, Apostolischer Vikar von Verapoly, weihte ihn am 10. November 1839 zum Bischof. Bei seiner Bischofsweihe assistierten die Karmelitenpater Bernadin de Ste Agnes und Gregorio a S. Virgine. Um 1840 folgte er als Apostolischer Vikar nach. Am 30. September 1845 ernannte der Papst ihn zum Titularerzbischof von Cyrrhus. Am 10. November 1855 nahm Papst Pius IX. seinen Rücktritt als Apostolischer Vikar an.